# Lac de Chésery
Lac de Chésery là một hồ trong khu đô thị Monthey, bang Valais, Thụy Sĩ. Nó nằm sát biên giới Pháp, bên dưới Pointe de Chésery.
- Hồ trong hình là ở Pháp không phải là chủ đề của trang này.*